# Fylí
Fylí (Fyli) är en ort i Grekland.   Den ligger i prefekturen Nomarchía Dytikís Attikís och regionen Attika, i den sydöstra delen av landet, 14 km norr om huvudstaden Aten. Fylí ligger 306 meter över havet och antalet invånare är 2 937.
Terrängen runt Fylí är kuperad norrut, men söderut är den platt. Terrängen runt Fylí sluttar söderut. Runt Fylí är det mycket tätbefolkat, med 6 472 invånare per kvadratkilometer. Närmaste större samhälle är Aten, 14,3 km söder om Fylí. Runt Fylí är det i huvudsak tätbebyggt.